# Deltagandegrad
Deltagandegrad är ett begrepp som banker och värdepappersinstitut använder inom handeln med aktieindexobligationer och andra strukturerade produkter, för att beteckna hur stor del av utbetalningen av en option som innehavaren får när obligationen utlöper.
Om innehavarens premie (ursprungliga insats) precis räcker till att betala både obligationen med tillhörande option och avgifterna till utställaren blir deltagandegraden 100 procent. Om det efter att obligationen och avgifterna är betalda endast återstår hälften av vad optionen kostar blir deltagandegraden endast 50 procent. Deltagandegraden kan även vara högre än 100 procent, och då får obligationens innehavare en starkare exponering mot optionens underliggande tillgång än vad en enda option skulle ha gett.